# Saga (Shigatse)
Saga (en tibetano, ས་དགའ་རྫོང་།; wylie, sa dga' rdzong; literalmente, ‘tierra feliz’, en chino, 萨嘎县; pinyin, Sàgā xiàn léase Sa-Ka) es un condado bajo la administración directa de la Prefectura Shigatse en la Región autónoma del Tíbet, República Popular China. Su área es 12 418 km² y su población total para 2010 fue cercana a los 15 mil habitantes.

## Administración
El condado de Saga se divide en 8 pueblos que se administran en 1 poblado y 7 villas.